# Sir Waldo Weathers

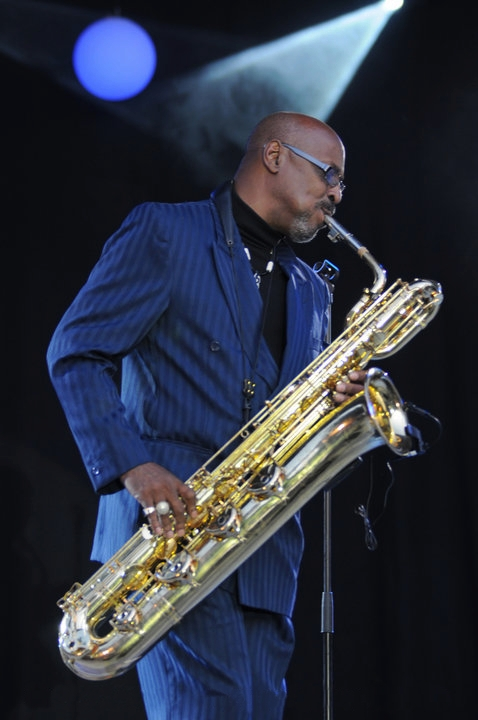
Sir Waldo Weathers (2013)

Sir Waldo Weathers (* 1. März 1950 in Louisville, Kentucky) ist ein US-amerikanischer Sänger, Entertainer und Saxophonist. 

## Leben
Waldo Weathers stand im Alter von zwölf Jahren zum ersten Mal in einem Club mit der Band New Birth auf der Bühne. Als Saxophonist begann Weathers mit Rhythm-and-Blues-Bands, wechselte jedoch bald zu Jazz und Funk. 1985 wurde er als erster farbiger Country-Sax-Spieler von der Country Music Hall of Fame ausgezeichnet.
Von 1979 bis 1989 stand Weathers mit den Musikgrößen Charley Pride und Johnnie Taylor auf der Bühne. Als Headliner spielte Waldo Weathers von 2005 bis 2009 auf der Europa. Von 2010 bis 2011 begleitete er Phil Collins auf Deutschlands Bühnen.
Waldo Weathers war von 1993 bis 2008 Mitglied der James-Brown-Band und spielte in dieser Zeit auch mehrere Soli auf Browns Alben sowie der Live-DVD Live at the House of Blues. Des Weiteren stand Weathers mit B.B. King, Al Green, Little Richard, Harriet Lewis und vielen weiteren auf der Bühne.
Im August 2008 wurde Waldo Weathers vom deutschen „Herzog des Rittergutes Meinbrexen“ zum Ritter geschlagen. Er nennt sich seither „Sir Waldo Weathers of Meinbrexen“.
Sir Waldo Weathers spielt und singt in der Showband Sweet Soul Music Revue und in seinen beiden eigenen Bands, dem Funk Circus und Classic Soul Orchestra.
Vor 2019 bis 2024 führte er einen Imbiss am Stuttgarter Fernsehturm.

## Eigene Projekte und Bands

### Sir Waldo’s Funk Circus
Zusammen mit seiner Band Funk Circus spielt Sir Weathers Covers von James Brown, Maceo Parker, Bootsy Collins und auch eigene Stücke seiner Solo-Alben. Waldo Weathers übernimmt dabei den Part des Frontsängers und Saxophonisten.

### Sir Waldo’s Classical Soul Orchestra
Unter dem Namen „Classical Soul Orchestra“ präsentiert Waldo Weathers eigene Versionen großer klassischer Soulstücke sowie auch eigene Stücke aus seinen Alben. Die Band besteht aus bis zu 25 Livemusikern und interpretiert unter der Leitung von Waldo Weathers und Marquis de Shoelch auch Songs von genreuntypischen Künstlern wie z. B. Bob Marley.
Stammbesetzung:
- Sir Waldo Weathers – Frontsänger / Saxophon
- Marquis de Shoelch – Keyboard / Hammond-Orgel

Gastmusiker:
- Alexander Rukatukl – Schlagzeug
- Klaus Marquardt – Streicher
- Olaf Schönborn – Saxophon
- Sibille Klepper – Violine

## Diskografie
- 1995: Live at the Apollo 1995 (James Brown)
- 2000: DVD Live at the House of Blues (James Brown)
- 2003: Saxual Fulfillment (Live in Barcelona) (Waldo Weathers)
- 2004: Love Groove (Waldo Weathers)
- 2007: Waldo’s Groove (Waldo Weathers)
- 2010: All I Want for Christmas Is You (Waldo Weathers)
- 2013: How Do You Like Me Now? (Sir Waldo’s Funk Circus)
- 2014: Strings and Things (Sir Waldo’s Classical Soul)
- 2014: That’s a Fact (Waldo Weathers feat. DJ Doc Tone)